# Utzenaich
Utzenaich osztrák község Felső-Ausztria Riedi járásában. 2022 januárjában 1622 lakosa volt.

## Elhelyezkedése

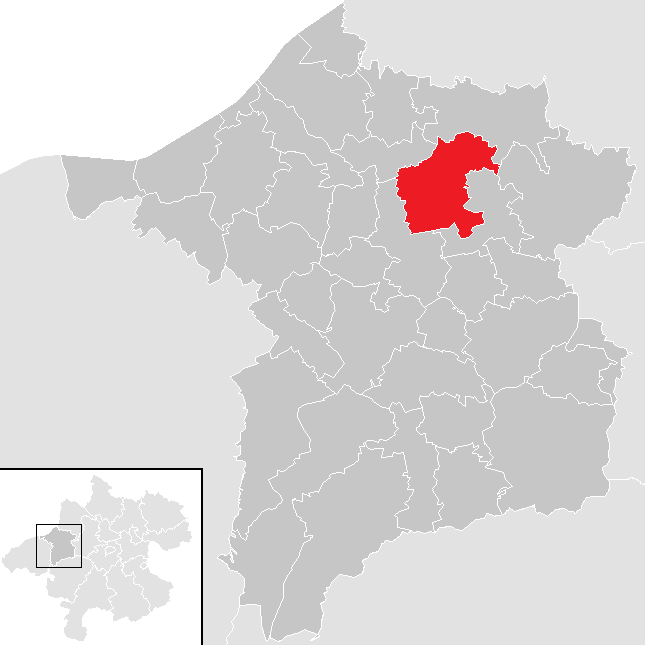
Utzenaich a Ried im Innkreis-i járásban

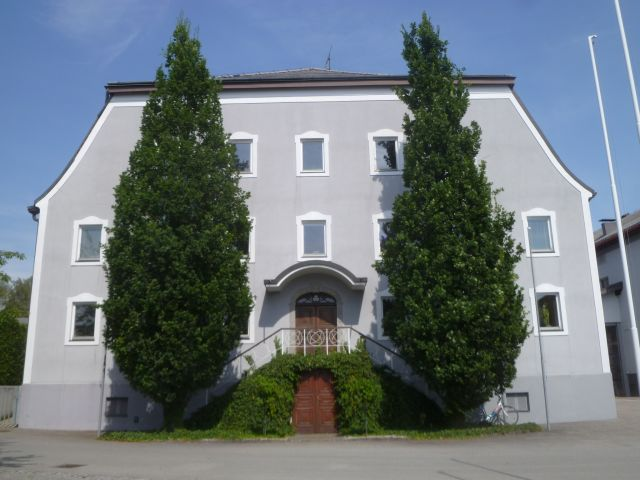
Az utzenaichi kastély

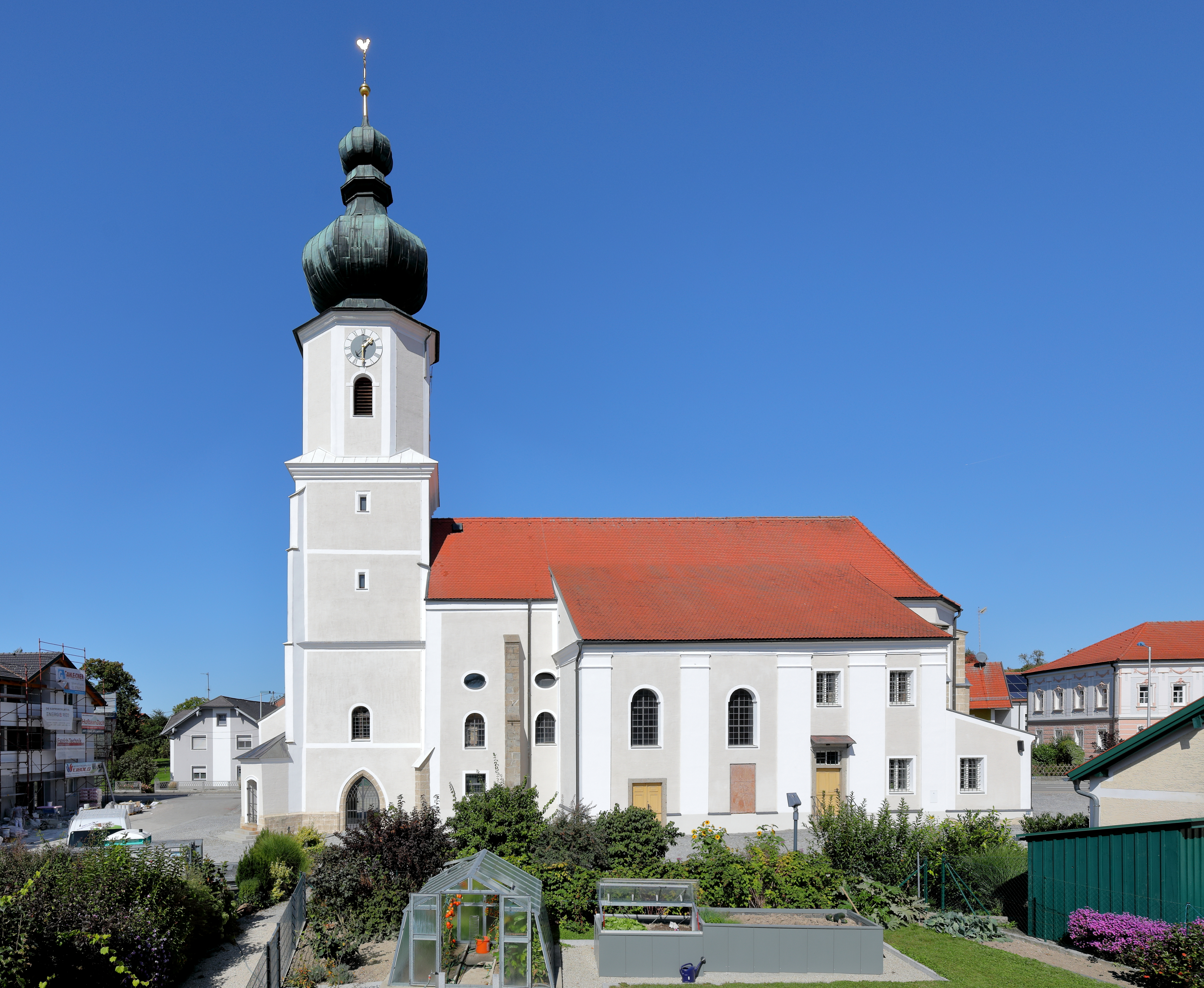
A Mária mennybevétele-plébániatemplom

Utzenaich a tartomány Innviertel régiójában fekszik, az Innvierteli-dombságon, az Osternach folyó mentén. Területének 9,6%-a erdő, 79,8% áll mezőgazdasági művelés alatt. Az önkormányzat 25 települést és településrészt egyesít: Aigen (14 lakos 2021-ben), Albertsedt (19), Antiesen (131), Dann (13), Dietarding (11), Dobl (18), Dulmading (50), Etting (6), Flöcklern (4), Gaisbach (11), Gunderpolling (251), Himmelreich (10), Murau (39), Rabenfurt (87), Reschenedt (9), Stelzham (23), Straß (21), Unterhaselberg (17), Utzenaich (715), Weilbolden (32), Wilhelming (47), Wimm (21), Windhag (41), Wohlmuthen (16) és Wolfstraß (13).
A környező önkormányzatok: északra Lambrechten, keletre Taiskirchen im Innkreis, délkeletre Andrichsfurt, délnyugatra Aurolzmünster, északnyugatra Sankt Martin im Innkreis.

## Története
Utzenaichot 1140-ben említik először. Sokáig a bajor Tattenbach család birtoka volt. A régió 1779-ig Bajorországhoz tartozott; ekkor a bajor örökösödési háborút lezáró tescheni béke Ausztriának ítélte az Innviertelt. A napóleoni háborúk alatt a falu rövid időre visszatért a francia bábállam Bajországhoz, de 1816 után végleg Ausztriáé lett.
Az 1938-as Anschluss után a települést a Harmadik Birodalom Oberdonaui gaujába sorolták be. A második világháborúban, 1944-ben a községben "külföldi gyerekotthont" nyitottak, ahol a keleti kényszermunkások gyerekeit helyezték el. 1945. májusáig a 60 gyerekből 34 életét vesztette a rossz bánásmód és az éhezés miatt. A háborút követően Utzenaich visszatért Felső-Ausztriához.

## Lakosság
Az utzenaichi önkormányzat területén 2022 januárjában 1622 fő élt. A lakosságszám 1981 óta gyarapodó tendenciát mutat. 2019-ben az ittlakók 91,6%-a volt osztrák állampolgár; a külföldiek közül 2% a régi (2004 előtti), 4,7% az új EU-tagállamokból érkezett. 1,5% az egykori Jugoszlávia (Szlovénia és Horvátország nélkül) vagy Törökország, 0,2% egyéb országok polgára volt. 2001-ben a lakosok 91,8%-a római katolikusnak, 1% evangélikusnak, 3,3% mohamedánnak, 2,4% pedig felekezeten kívülinek vallotta magát. Ugyanekkor a legnagyobb nemzetiségi csoportokat a németek (93,5%) mellett a horvátok (2,3%) és a törökök (1,8%) alkották.
A népesség változása:

| 2016 | 1 532 |
| 2018 | 1 536 |

## Látnivalók
- a Mária mennybevétele-plébániatemplom
- az utzenaichi kastély

## Fordítás
- Ez a szócikk részben vagy egészben  az   Utzenaich című német Wikipédia-szócikk ezen változatának fordításán alapul.  Az eredeti cikk szerkesztőit annak laptörténete sorolja fel. Ez a jelzés csupán a megfogalmazás eredetét és a szerzői jogokat jelzi, nem szolgál a cikkben szereplő információk forrásmegjelöléseként.